# Jan Cybulski (funkcjonariusz)
Jan Cybulski (ur. 1 sierpnia 1925 w Łucku) – uczestnik II wojny światowej w szeregach Armii Czerwonej i armii gen. Berlinga, oficer aparatu bezpieczeństwa PRL.

## Życiorys
Przed wojną skończył 2 lata szkoły średniej. Podczas wojny służył w Armii Czerwonej i armii Berlinga. Od 6 maja 1946 funkcjonariusz PUBP w Kołobrzegu, był tam m.in. kierownikiem referatu. Słuchacz kursu specjalnego przy Wojewódzkim Urzędzie Bezpieczeństwa Publicznego w Szczecinie i kursu kierowników referatów PUBP, a 1953–1954 – Rocznego Kursu Przeszkolenia Oficerów w Centrum Wyszkolenia MBP w Legionowie. Od sierpnia 1948 referent Wydziału III WUBP w Szczecinie, od lipca 1954 kierownik Sekcji 3 Wydziału III WUBP w Gdańsku, od 1 lutego 1956 zastępca naczelnika Wydziału III Wojewódzkiego Urzędu ds. Bezpieczeństwa Publicznego (WUdsBP) w Gdańsku. Od 1 stycznia 1957 do 28 lutego 1958 oficer operacyjny Referatu ds. Bezpieczeństwa Komendy Miejskiej MO w Gdańsku.

## Odznaczenia
- Medal za Odrę, Nysę, Bałtyk
- Medal Zwycięstwa i Wolności 1945
- Medal „Za wyzwolenie Warszawy” (ZSRR)
- Medal „Za zdobycie Berlina” (ZSRR)
- Srebrny Medal „Zasłużonym na Polu Chwały”
- Medal 10-lecia Polski Ludowej
- Brązowa Odznaka „W Służbie Narodu”